# Myszopłochowate
Myszopłochowate, ruszczykowate (Ruscaceae) – rodzina roślin zaliczana do rzędu szparagowców.

## Charakterystyka
Klasyfikowane tu rośliny charakteryzują się poza wspólnym pochodzeniem, także wytwarzaniem jednakowego owocu – jagody oraz licznymi podobieństwami z zakresu anatomii i morfologii oraz fizjologii. Poza tym znacząco różnią się planami budowy. Należą tu rośliny kłączowe (czasem wyłączane w odrębną rodzinę konwaliowatych), rośliny o zmetamorfizowanych pędach wykształcających gałęziaki oraz draceny o grubych, zdrewniałych pniach ze szczytowymi rozetami liści. 

## Systematyka
W dawniejszych systemach należące tu rośliny włączano do obfitującej w rodzaje w ówczesnym ujęciu rodziny liliowatych (Liliaceae) (np. jeszcze system Cronquista z 1981 r.). W miarę odkrywania pochodzenia filogenetycznego zaliczanych tam roślin okazywało się, że istotne różnice w pochodzeniu wymagają rozdzielenia liliowatych na szereg monofiletycznych rodzin. 
Pozycja w systemie APG II (2003) i APweb (2001...)
Gromada okrytonasienne (Magnoliophyta Cronquist), rząd szparagowce Asparagales, rodzina myszopłochowate (Ruscaceae Sprengel). Klad siostrzany dla szparagowatych.
W systemie APG II do rodziny zalicza się 26 rodzajów z 475 gatunkami. Należą tu rodzaje grupowane w innych systemach w rodziny: Convallariaceae, Dracaenaceae, Ruscaceae, Nolinaceae, Eriospermaceae, Ophiopogoneae. Wybrane rodzaje:
- rodzaj: Dracaena – dracena (w tym Sanseviera) – 100 gat.
- rodzaj: Eriospermum – 100 gat.
- rodzaj: Polygonatum – kokoryczka - 60 gat.
- rodzaj: Ophiopogon – konwalnik - 55 gat.
- rodzaj: Convallaria – konwalia
- rodzaj: Maianthemum – konwalijka
- rodzaj: Ruscus – myszopłoch
- rodzaj: Comosperma
- rodzaj: Peliosanthes
- rodzaj: Smilacina
- rodzaj: Liriope

Pozycja w systemie Reveala (1994-1999)
Rodzaje skupione w jednej rodzinie według APweb były przez Reveala rozdzielone między kilka rodzin zaliczanych do dwóch rzędów Asparagales i Asteliales. Sama rodzina myszopłochowatych w ujęciu Reveala stanowiła niewielką grupę roślin w obrębie tego drugiego rzędu. Pozycja systematyczna: gromada okrytonasienne (Magnoliophyta Cronquist), podgromada Magnoliophytina Frohne & U. Jensen ex Reveal, klasa jednoliścienne (Liliopsida Brongn.), podklasa liliowe (Liliidae J.H. Schaffn.), nadrząd Lilianae Takht., rząd Asteliales Dumort., rodzina myszopłochowate (Ruscaceae Sprengl. ex Hutch.).
Według Reveala do rodziny należą trzy rodzaje:
- podrodzina: Ruscoideae Dippel
  - plemię: Rusceae Dumort.
    - rodzaj: Danae Medik.
    - rodzaj: Ruscus L. – myszopłoch, ruszczyk
    - rodzaj: Semele Kunth